# منطقة تحت غضروفية
المَراق أو المنطقة تحت الغضروفية أو منطقة وسواس المرض لأن قدماء الإغريق كانوا يعتقدون أن مصدر الأسقام والأمراض والكآبة ناتج عن أبخرة صادرة من هذه المنطقة؛ وهي أحد الجزئين العلويين الجانبيين من التقسيم التشريحي للبطن عند الإنسان. أهم الأعضاء الموجودة في المراق الأيسر: الطِحال وذيل البنكرياس والكلية اليسرى، وأهمها في المراق الأيمن: الكبد والكلية اليمنى.